# NGC 4339
إن جي سي 4339 التي يرمز لها بالرمز NGC 4339، هي مجرة، في كوكبة العذراء.

## الاكتشاف
اكتشفت في 13 أبريل 1784، بواسطة ويليام هيرشل.